# Aeródromo Aquático do Aeroporto de Vitória
Aeródromo Aquático do Aeroporto de Vitória (TC LID: CAP5) é uma base de hidroaviões localizada a 12 milhas náuticas (22 km) a noroeste de Vitória, Colúmbia Britânica, Canadá, adjacente ao Aeroporto Internacional de Vitória (Canadá).O aeródromo também é conhecido como Base de hidroaviões Baía de Patricia (Pat Bay Seaplane Base).
Classificado como Aeroporto de entrada pela Nav Canada - Categoria (AOE/15/SEAPL), o aeroporto tem a liberação para receber voos não programados onde a capacidade de viajantes não pode exceder 15 pessoas (incluindo a tripulação). Os operadores desses voos devem obter a aprovação da CBSA para entrar ou não no Canadá, e o pouso deve ocorrer durante o horário comercial da CBSA. A classificação de aeroporto de entrada também é considerada pelo IRCC (Órgão de Imigração, Refugiados e Cidadania do Canadá), porém nem sempre os funcionários estão presentes.
A base foi construída durante a Segunda Guerra Mundial em um terreno pertencente a Província  de Colúmbia Britânica, o que em parte propiciou ao aeroporto de Vitória se tornar a maior base aérea militar operacional do Canadá. No decorrer dos anos, foi utilizado para treinamento de pilotos e transporte de passageiros. Hoje, o aeródromo serve como um aeroporto alternativo para voos da empresa aérea Harbour Air para Victoria Inner Harbor.